# 12ème Arrondissement
Das 12ème Arrondissement ist ein Arrondissement im Departement Littoral in Benin. Es ist eine Verwaltungseinheit, die der Gerichtsbarkeit der Kommune Cotonou untersteht und selbst ein Teil des beninischen Hauptortes Cotonou ist. Gemäß der Volkszählung von 2013 hatte das 12ème Arrondissement 97.920 Einwohner, davon waren 47.235 männlich und 50.685 weiblich.

## Geographie
Als Teil der Stadt Cotonou liegt das Arrondissement im Süden des Landes nahe am Atlantik und innerhalb der Stadt im westlichen Teil. Genau wie die Arrondissements 9 und 13 grenzt es an die Kommune Abomey-Calavi.
Das 12ème Arrondissement, in dem u. a. der Flughafen Cadjehoun und mehrere Botschaften liegen, setzt sich aus 19 Stadtteilen zusammen:
1. Ahouanlèko
2. Aibatin dodo
3. Akogbato
4. Cadjèhoun Agonga
5. Cadjèhoun Aupiais
6. Cadjèhoun Azalokogon
7. Cadjèhoun Détinsa
8. Cadjèhoun Gare
9. Cadjèhoun Kpota
10. Fidjrossè Centre
11. Fidjrossè Kpota
12. Fiyégnon Houta
13. Fiyégnon Jacquot
14. Gbodjètin
15. Haie Vive
16. Hlazounto
17. Les Cocotiers
18. Vodjè kpota
19. Yémicodji